# 25時
『25時』（25th Hour）は、2002年のアメリカ合衆国のドラマ映画。デイヴィッド・ベニオフの小説『25時』を基にしている。監督はスパイク・リー、出演はエドワード・ノートン、フィリップ・シーモア・ホフマン、バリー・ペッパー、ロザリオ・ドーソンなど。

## 概要
エドワード・ノートン演じるモントゴメリー・ブローガン（作中会話の大半は愛称であるモンティのみが使われている。逮捕のシーンは本名で呼ばれる）は麻薬の密売で有罪判決を受け、映画では、刑務所で7年間を過ごす前の自由な25時間を描いている。モンティ・ブローガン役には当初トビー・マグワイアが予定されていたが彼は別の映画の企画で降板して代わりに製作総指揮に回り、本来であれば彼が演ずる予定であったモンティ・ブローガン役にはスパイク・リーのファンを公言していたエドワード・ノートンが起用された。
原作は2001年のアメリカ同時多発テロ前に発表されたが、あの事件を真正面から捉えた作品にしたいという監督スパイク・リーの意向により原作には無いシーンが数多く挿入されている。例を挙げると作中でバリー・ペッパーが暮らすアパートの窓から見える世界貿易センタービルの跡地グランド・ゼロや追悼あるいは慰霊のため現場周辺を囲むフェンスに挿された花や手紙等が真正面から映し出されている。
DVDでは特典映像でスパイク・リーの映画に出演した俳優や馴染みの深い映画監督等がリーの魅力や作品について語るドキュメンタリーが収録されている。例としてデンゼル・ワシントン、エドワード・ノートン、ハル・ベリー、マーティン・スコセッシ他。

## ストーリー
深夜のニューヨーク、モントゴメリー（モンティ）・ブローガン（エドワード・ノートン）が仲間のコンスタンティン（コースチャ）・ノヴォトニー（トニー・シラグサ）と供に車を走らせているとモンティが道端で全身に怪我をして瀕死の状態で横たわっていた犬を見つけた。モンティはコースチャに、このまま苦しんで死ぬのを待たせるだけでは可哀想だから殺してやる、銃を貸せと言った。コースチャは、商売相手が待っている、こんなところで時間を潰している暇は無いと急かしたが、瀕死の状態であったはずの犬はしゃがんで手を差し出してきたモンティを警戒して吼え牙を向いた。見ろよこいつ、こんな状態でも生きようと必死だ、とモンティは感心した様子で言った。生きようと必死になっている奴は殺さないとモンティは言い、後ろでぶつぶつ言っているコースチャに協力させて犬を車の中に置いてあった毛布で包んで車のトランクに入れた。
数年（数ヶ月？）後。
早朝、カール・シュルツ公園のベンチであの犬、ドイルを連れてイーストリバーを眺めていると一人の麻薬中毒者がモンティの下に縋りより、ヘロインが切れた、売ってくれと懇願したがモンティはハーレムに行け、と冷たくあしらった。あんな黒人街に行ったら犯されちまう、と泣きつく常連客にモンティは、逮捕され投獄される運命だからもうお前に麻薬を売る事は出来ない言い放ち、公園を後にした。
モンティはドイルを連れ、途中道端に蹲っていたホームレスに金を恵んだりもしながら母校であるコヴェントリー進学高校へと足を運んだ。ここでは幼馴染の親友ジェイコブ・エリンスキー（フィリップ・シーモア・ホフマン）が英語教師として働いていた。途中この学校がこれまで獲得したメダルや著名な卒業生の写真が飾られている陳列ケースを覗くとそこにはバスケットボールのユニフォームに身を包んだモンティ自身の写真も飾られていた。授業の真っ最中であった教室に乱入してジェイコブ（ジェイク）に今晩の予定を伝え教室を後にした。ジェイクは中断した授業を再開しようとするがベルが鳴ると生徒達は我先に教室の外に出て行ってしまった。一人残されたジェイクは空になった教室でまったく、と呟くだけだった。教員用のレクチャールーム(談話室)で一人モンティの事を考えていたジェイクの元に教え子であるメアリー・ダヌンツィオ（アンナ・パキン）がやってきて、自分は参列してもいない祖母の葬式の事をレポートに書いて提出したクラスメートのヴィンスの評価はA＋（最高）で、なぜ私はB＋なのか、と詰め寄った。17歳の教え子が発する色気にうろたえながらもジェイクは必死に彼女に評価の基準を説明し、彼女はジェイクが絶対に評価を変えないのだと悟ると引き止めるジェイクを無視して談話室を後にした。
ウォール街で株のディーラーとして働くフランク・スラッタリー（バリー・ペッパー）は上司からこの株を売れと命令されていたがのらりくらりと言い逃れし、口うるさく頭の固い上司を退散させる事に成功した。だが向かいの席に座っていた同僚はパパの言う通りに会社が保有している株を手放せ、と言ってきた。「おまえが男と寝ても俺は一切口をはさまない、ひっこめ。」と言い返すフランクだったが、その時テレビでフランクが買い集めた株が一気に急騰したニュースが流れ職場は大騒ぎになり、フランクはしてやったりとほくそえんだ。
モンティがアパートに戻ると恋人のナチュレル・リヴェラ（ロザリオ・ドーソン）がアパート正面玄関前の階段に腰掛けてモンティを待っていた。ナチュレルは最後の日だからもっと話を、とせがむが、ナチュレルこそ自分を警察に密告した張本人ではないかと内心疑っていたモンティはまともに彼女と話そうともしなかった。

## キャスト
※括弧内は日本語吹き替え
- モンティ・ブローガン - エドワード・ノートン（平田広明）
- ジェイコブ・エリンスキー - フィリップ・シーモア・ホフマン（石住昭彦）
- フランク・スラッタリー - バリー・ペッパー（楠大典）
- ナチュレル・リヴェラ - ロザリオ・ドーソン（本田貴子）
- メアリー・ダヌンツィオ - アンナ・パキン（小島幸子）
- ジェイムズ・ブローガン（モンティの父） - ブライアン・コックス（坂口芳貞）
- コースチャ・ノヴォトニー - トニー・シラグサ
- - ヴァネッサ・フェルリト
- - イザイア・ウィットロック・Jr
- - パトリス・オニール
- - ミシャ・クズネツォフ
- - レヴァニ
- - DJサイファサウンズ

## 評価
レビュー・アグリゲーターのRotten Tomatoesでは175件のレビューで支持率は79%、平均点は7.20/10となった。Metacriticでは40件のレビューを基に加重平均値が68/100となった。